# 1,3,5-Trinitrobenzen
1,3,5-trinitrobenzen je organsko jedinjenje sa formulom C6H3(NO2)3, koji ima molekulsku masu od 213,105 . To je jedan od tri trinitrovana derivata benzola. Bledo žuta čvrsta supstanca, jedinjenje je veoma eksplozivno.

## Osobine
| Osobina                  | Vrednost |
| ------------------------ | -------- |
| Broj akceptora vodonika  | 6        |
| Broj donora vodonika     | 0        |
| Broj rotacionih veza     | 3        |
| Particioni koeficijent ( | 1,5      |
| Rastvorljivost (logS, log(mol/L))       | -4,0     |
| Polarna površina (PSA, Å2)  | 137,4    |

## Sinteza i reakcije
1,3,5-trinitrobenzen se proizvodi dekarboksilacijom 2,4,6-trinitrobenzojeve kiseline.
1,3,5-trinitrobenzen formira komplekse za prenos naelektrisanja sa arenima bogatim elektronima.
Redukcija 1,3,5-trinitrobenzena daje 1,3,5-triaminobenzen, prekurzor floroglucinola.

## Upotreba i primena
Trinitrobenzen je eksplozivniji od TNT-a, ali je skuplji. Prvenstveno se koristi kao visoko eksplozivno jedinjenje za komercijalne rudarske i vojne primene. Takođe je korišćen kao pH indikator uskog opsega, sredstvo za vulkanizaciju prirodne gume i sredstvo za posredovanje u sintezi drugih eksplozivnih jedinjenja.

## Toksikologija i bezbednost
Generalno, organska nitro jedinjenja mogu eksplodirati kao rezultat mehaničkog udara, izlaganja toploti ili plamenu ili spontane hemijske reakcije. Dakle, skladištenje trinitrobenzena treba da bude hladno, dobro provetreno i odvojeno od redukcionih agenasa ili izvora otvorenog plamena. Lista redukcionih agenasa za koje se zna da formiraju opasne kombinacije sa trinitrobenzenom uključuje: aluminijum, bor fosfid, cijanide, estre, fosfor, natrijum cijanid, natrijum hipofosfit i tiocijanate. Kada se zagreva dok se supstanca ne raspadne, vrlo toksična isparenja kao proksidi azota.
Bezbednosna pravila oko trinitrobenzena su jednostavna: izbegavajte kontakt sa supstancom koliko god je to moguće, izbegavajte udisanje prašine i isparenja od materijala koji sagorevaju ili reaguju. Prilikom rukovanja supstancom moraju se nositi odgovarajuće zaštitne rukavice i zaštitne naočare. Trinitrobenzen se ne sme skladištiti u blizini drugih hemikalija, posebno drugih oksidatora, ne u blizini izvora grejanja ili mesta gde može doći do naglih promena temperature. U slučaju prosipanja, materijal se mora odmah navlažiti sa dosta vode, a zatim pažljivo i polako očistiti.
Najčešći načini da se dođe u kontakt sa trinitrobenzenom su direktnim rukovanjem jedinjenjem ili vodom za piće kontaminiranom trinitrobenzenom. Veruje se da trinitrobenzen dovodi do sličnih zdravstvenih problema kao TNT. Izlaganje visokim koncentracijama generalno dovodi do anemije ili smanjenog kapaciteta krvi da prenosi kiseonik. Zbog nedostatka kiseonika, koža će postati plava ili ljubičasta. Ostali simptomi uključuju glavobolju, mučninu i vrtoglavicu. Dugoročni efekti supstance nisu poznati, jer ove studije nisu sprovedene. Veruje se da sterilitet (kod muškaraca) i katarakta su među mogućnostima. Nije poznato da li trinitrobenzen izaziva urođene mane.

## Literatura
- Clayden, Jonathan; Greeves, Nick; Warren, Stuart; Wothers, Peter (2001). Organic Chemistry (I изд.). Oxford University Press. ISBN 978-0-19-850346-0.
- Smith, Michael B.; March, Jerry (2007). Advanced Organic Chemistry: Reactions, Mechanisms, and Structure (6th изд.). New York: Wiley-Interscience. ISBN 0-471-72091-7.
- Katritzky A.R.; Pozharskii A.F. (2000). Handbook of Heterocyclic Chemistry (Second изд.). Academic Press. ISBN 0080429882.